# Gobemouche à queue blanche
Leucoptilon concretum
Genre
Espèce
Statut de conservation UICN

 LC  : Préoccupation mineure
Le Gobemouche à queue blanche (Leucoptilon concretum), unique représentant du genre Leucoptilon, est une espèce de passereaux de la famille des Muscicapidae.

## Répartition et sous-espèces
Son aire disjointe s'étend à travers les montagnes d'Asie du Sud-Est.
Selon la classification de référence du Congrès ornithologique international (14.2, 2024) :
- Leucoptilon concretum cyaneum (Hume, 1877) — Inde du Nord-Est, Birmanie, nord du Laos et du Viêt Nam
- Leucoptilon concretum concretum (Salomon Müller, 1836) — péninsule Malaise et Bukit Barisan
- Leucoptilon concretum everetti (Sharpe, 1836) — Bornéo

## Systématique
Le genre Leucoptilon a été créé en 2021 par Sangster (d), Alström (d), Gaudin (d) et Olsson (d).
L'espèce Leucoptilon concretum a été décrite pour la première fois en 1836 par Salomon Müller sous le protonyme Cyornis concretus.